# Дальний Россоховатый
Дальний Россоховатый — хутор в Кантемировском районе Воронежской области России.
Входит в состав городского поселения Кантемировка. Находится в 9 км от райцентра.

## География

### Улицы
- ул. Лесная,
- ул. Соловьиная Роща,
- ул. Центральная.

## История
До революции на месте хутора была усадьба помещика. В 1924 году здесь поселились 23 бедняцкие семьи и организовали коммуну «Заря свободы».
Название хутора произошло от слов «россоха, россошь», что означало развилку дорог, или разветвление оврага.
В 1995 году на хуторе - 46 дворов и 97 жителей, имеется клуб и магазин. 
По состоянию на 2010 год, в Дальнем Россоховатом проживает 18 человек.